# Rugby Roma Olimpic 2003-2004

## Super 10 2003-04

### Stagione regolare
| Incontro                        | Andata | Ritorno |
| ------------------------------- | ------ | ------- |
| Calvisano — Rugby Roma Olimpic  | 24-7   | 51-11   |
| Rugby Roma Olimpic — Benetton   | 10-42  | 17-62   |
| Rugby Roma Olimpic — L’Aquila   | 19-13  | 15-17   |
| Petrarca — Rugby Roma Olimpic   | 28-28  | 31-12   |
| Rugby Roma Olimpic — GRAN Parma | 17-21  | 16-27   |
| Parma — Rugby Roma Olimpic      | 27-16  | 46-26   |
| Rugby Roma Olimpic — Rovigo     | 32-28  | 10-45   |
| Viadana — Rugby Roma Olimpic    | 46-13  | 32-9    |
| Rugby Roma Olimpic — Leonessa   | 58-32  | 14-29   |

#### Risultati della stagione regolare
| Posizione | G  | V | N | P  | PF  | PS  | DP   | B | Pt |
| --------- | -- | - | - | -- | --- | --- | ---- | - | -- |
| 10ª       | 18 | 3 | 1 | 14 | 330 | 603 | -273 | 3 | 17 |

## Coppa Italia 2003-04

### Prima fase
| Incontro                      | Andata | Ritorno |
| ----------------------------- | ------ | ------- |
| Rugby Roma Olimpic — Petrarca | 0-56   | 10-24   |
| L’Aquila — Rugby Roma Olimpic | 42-7   | 19-20   |
| Rugby Roma Olimpic — Parma    | 0-61   | 42-22   |
| Benetton — Rugby Roma Olimpic | 99-10  | 32-34   |

#### Risultati della prima fase
| Posizione | G | V | N | P | PF  | PS  | DP   | B | Pt |
| --------- | - | - | - | - | --- | --- | ---- | - | -- |
| 4ª        | 8 | 3 | 0 | 5 | 335 | 198 | -232 | 2 | 14 |

## European Challenge Cup 2003-04

### Sedicesimi di finale
| Incontro                      | Andata | Ritorno |
| ----------------------------- | ------ | ------- |
| Rugby Roma Olimpic — Saracens | 13-45  | 5-82    |

## European Shield 2003-04

### Ottavi di finale
| Incontro                         | Andata | Ritorno |
| -------------------------------- | ------ | ------- |
| Montpellier — Rugby Roma Olimpic | 46-10  | 22-10   |

## Verdetti
- Rugby Roma Olimpic retrocessa in serie A.